# Roma (álbum)
Roma es el quinto álbum de Hidrogenesse.
En 2014 retoman la grabación de su último disco, que empezaron a grabar en 2009 y que aplazaron para realizar el disco homenaje a Alan Turing y varios trabajos de producción (Lidia Damunt, Espanto y Single).
En verano de 2014 estuvieron durante una semana en la Academia de España en Roma acabando de fijar las estructuras y las letras de las canciones y grabando los pianos de la Academia. Al final de la estancia en la residencia realizaron un recital a piano interpretando las canciones del futuro disco
A la vuelta de Roma dedicaron el resto del año a grabar y mezclar las canciones en su estudio de Barcelona. El disco se titula “Roma” y se publica en enero de 2015. En el disco colaboran Jérémie Orsel del grupo francés Dorian Pimpernel y Joel Gibb de The Hidden Cameras aportando voces y Roc Jiménez del grupo Evol tocando bocinas.
Instrumentos utilizados: Sintetizador modular; vocoders MAM VF-11 y Электроника; sintetizadores Эстрадин Солярис y Siel Orchestra; teclado Hohner Pianet T y piano amplificado Yamaha CP70; Bocinas; Grand Piano y piano ruinosos de la Academia de España en Roma; módulo RB1-Robotto de síntesis de voz.
Varias canciones del disco tuvieron videoclip: El hombre de barro dirigido por Los Ganglios, Dos tontos muy tontos por José Luis Rebollo, siglo XIX por David Domingo y A los viejos y Elizabeth Taylor realizados por el propio grupo.
El disco "Roma" gana el premio a la Mejor grabación electrónica en los Premios de la Música Independiente (MIN) 2016

## Lista de canciones
| N.º | Título                   | Duración |
| --- | ------------------------ | -------- |
| 1   | Dos tontos muy tontos    | 4:01     |
| 2   | A los viejos             | 4:11     |
| 3   | siglo XIX                | 3:54     |
| 4   | ¿De qué se trata?        | 3:32     |
| 5   | Moix                     | 4:44     |
| 6   | El hombre de barro       | 4:39     |
| 7   | Elizabeth Taylor         | 3:23     |
| 8   | Escolta la tempesta      | 6:53     |
| 9   | That International Rumor | 5:26     |
| 10  | Aquí y ahora             | 5:56     |